# 亚历山大·珀内尔
亚历山大·珀内尔（英語：Alexander Purnell，1995年1月30日—），澳大利亚男子赛艇运动员。他曾代表澳大利亚参加2020年夏季奥林匹克运动会赛艇比赛，获得男子四人单桨无舵手金牌。